# Aloo matar
L'aloo matar (ou aloo mutter) est un plat de la cuisine du Pendjab, composé de pommes de terre et de petits pois, cuisiné comme un curry, dans une sauce crémeuse et épicée, à base de tomates,. C'est un plat végétarien.
La sauce est en général préparée avec de l'ail, du gingembre, de l'oignon, des tomates, de la coriandre, des graines de cumin et d'autres épices.
L'aloo matar est également disponible sous la forme de conditionnement prêt à consommer, qui nécessite d'être réchauffé avant le service. Il est aussi utilisé comme garniture dans certaines variantes des dosas (galettes de pois chiches).